# Corinna propera
Corinna propera är en spindelart som först beskrevs av Sarah Creecie Dyal 1935.  Corinna propera ingår i släktet Corinna och familjen flinkspindlar.
Artens utbredningsområde är Pakistan. Inga underarter finns listade i Catalogue of Life.